# エスワティニにおけるHIV/AIDS

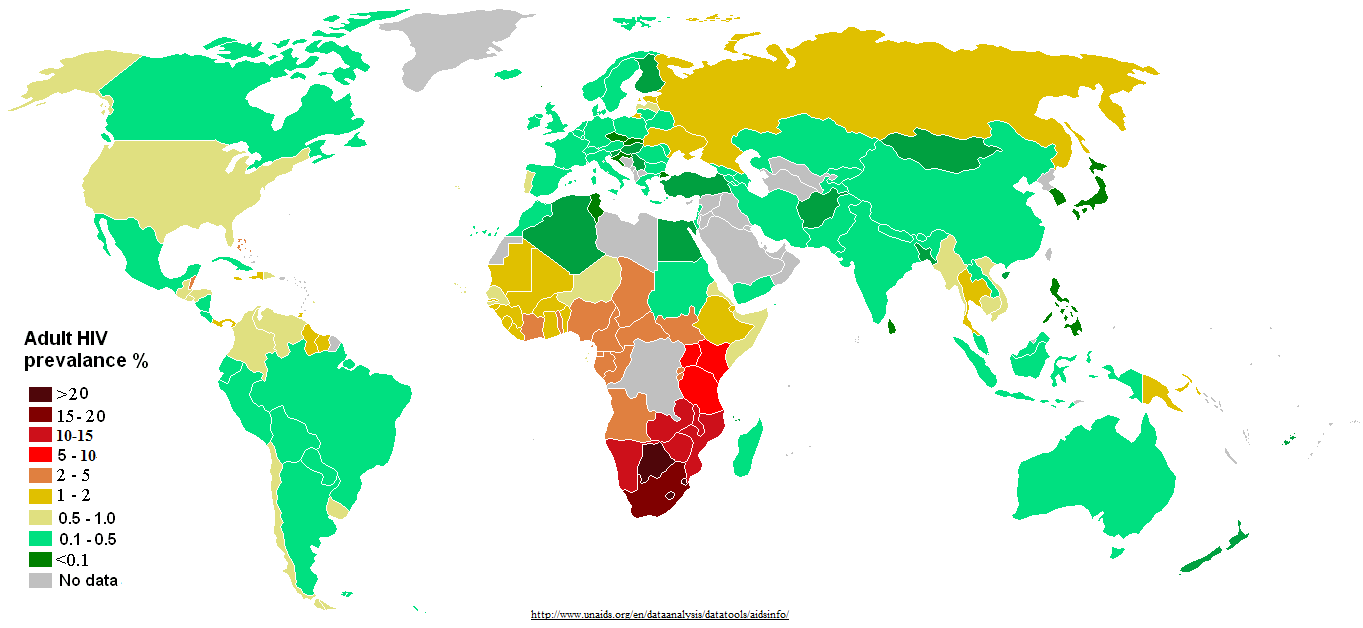
2007年度のエスワティニの15歳-49歳におけるHIV感染率は26.1%で、これは世界で最も高い数値である。

本稿では、エスワティニにおけるHIV/AIDSについて述べる。

## 流行状況
エスワティニは世界で最もHIV/AIDSの蔓延した国家の1つで、1986年に国内で初の患者が見つかって以来長らく流行し続けており、同国の経済発展の足枷となっている。妊婦管理（Antenatal care）を目的とした定期健診からは、妊婦におけるHIV有病率は一貫して上昇し続けていることが明らかとなっており、1992年に4%であった妊婦のHIV有病率は、2004年の資料では実に42.6%となっている。また、15–19歳の女性のHIV有病率は28%、25–29歳の女性では驚くべきことに56%にまで達していたことが知られている。
国際連合開発計画の人間開発指数によれば、HIV/AIDSの著しい蔓延により、エスワティニの平均余命は2000年時点で61歳であったのが、2009年には32歳にまで急落したことが報告されている。また、世界保健機関による2002年の報告では、エスワティニにおける死因の実に61%が、HIV/AIDSに起因することが示されている。1000人あたり30人が死亡するというこの記録的な粗死亡率はすなわち、一年間にエスワティニ全国民の2%がHIVにより死亡していることを意味する。この国では、先進諸国において最も多くの死因を占める慢性疾患による死亡者はわずかな割合を占めるに過ぎない。例えば、アメリカにおいて全死因の55%を占める心臓病、脳梗塞、悪性腫瘍による死は、エスワティニにおいて全体の5%以下となっている。
このような蔓延状況について国際連合開発計画は、"仮に、スワジランドにおけるHIV/AIDSの蔓延状況がこのまま進行するのであれば、長期的には国家としてのスワジランドの存在に、深刻な脅威を与えるだろう"と記している。

## 文化的背景

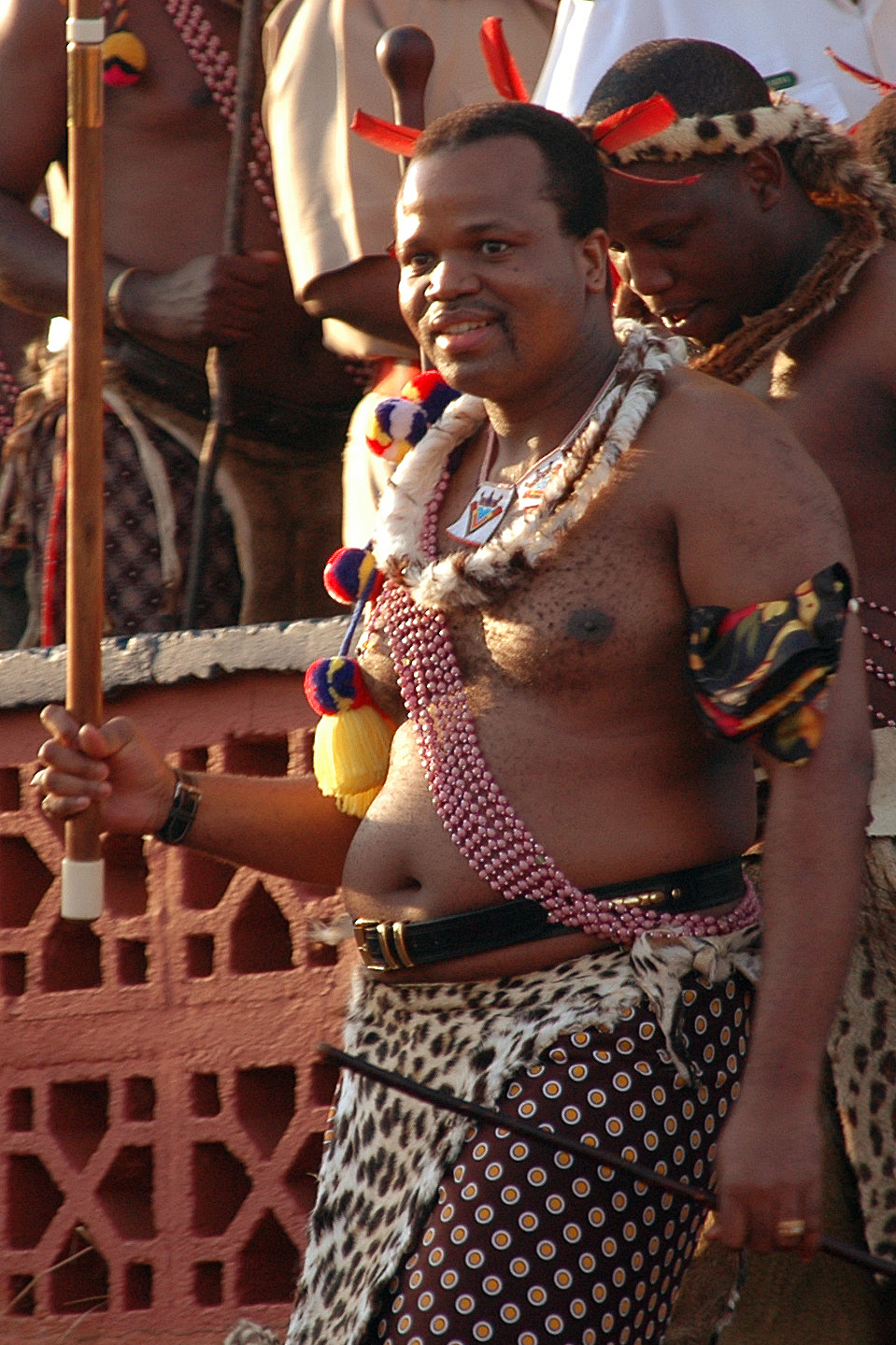
エスワティニの王、ムスワティ3世は14人の妻と23人の子を持つ。

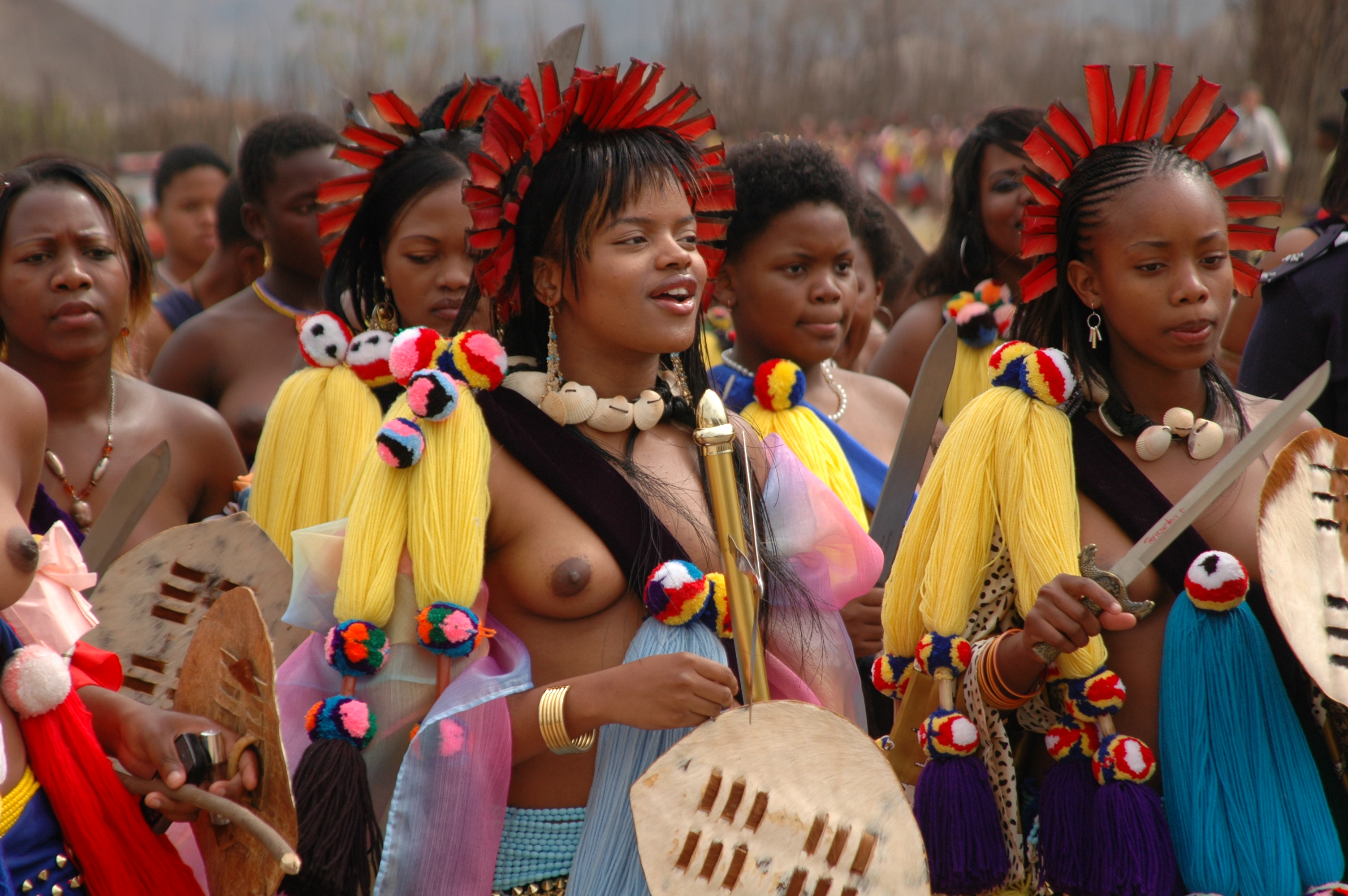
2006年のリード・ダンスに参加した王女のシカニソ・ドラミニ（:en:Princess Sikhanyiso Dlamini）

コンドームの使用や一夫一婦制の確立といったセーファーセックスの試みは、エスワティニの伝統的な文化と反するために、普及が妨げられている。同国では、人口の増大それ自体が生殖における文化的信条であるほか、スワジ人は女性は最低でも5人の子を出産すべきであり、男性の役割は性的パートナーである複数の女性を妊娠させることであると信じている。複婚はエスワティニの社会において一般的であり、また、結婚していない男性が複数のパートナーとの間に多くの子供を持つのも珍しくない。さらにエスワティニでは、暴力的性行為や性的嫌がらせ、露出行為といった性的な攻撃（Sexual aggression）も一般的に行われており、性交経験のある高校生の18%が、初体験時の性的関係は強要されたものであったと述べている。
現在、10万人以上の子供たちがエイズ孤児となっており、両親が共に健在な家庭に育つ子供は、全体のうちのわずか22%に過ぎないという。
なお、エスワティニの王ムスワティ3世は、同国の伝統的な祭で処女のみが参加を許されることで有名なリード・ダンスにて、HIVの予防や未成年の性の乱れに関する演説を行っているが、その一方で祭に参加した10代の学生を含む若い女性を毎年のように娶っていることが知られており、その行動の矛盾には非難の声もある。

## 国際的対応
2003年には、それまでHIV/AIDSの中心であった保健社会福祉省（Ministry of Health and Social Welfare：MOHSW）のほかに、HIV/AIDS緊急対策委員会（National Emergency Response Committee on HIV/AIDS：NERCHA）が、行政機関の間でHIV/AIDSへの対策を容易かつ連携的にする目的で設立された。エスワティニ国家における以前のHIV/AIDS戦略計画の期間は2000年から2005年までであり、2006年から2008年には新たなHIV/AIDS戦略計画とHIV/AIDS行動計画が、様々なエスワティニの関係者らにより立案されて展開された。現在の計画にはHIV/AIDS防止のための6個の主要分野、すなわち、ケアとサポート、影響の緩和、情報伝達、監視と評価、管理、調整が存在し、対策が行われている。
なお、エスワティニではHIV/AIDSの著しい大流行が見られるにもかかわらず、同病気への感染は現在でも非常に不名誉なものであるとされている。HIV/AIDSの感染者、特に宗教的指導者や伝統的指導者、あるいはメディアやスポーツの著名人といった人々は、自身の感染を公言したり明らかにすることがほとんど無い。この、HIV/AIDS感染が不名誉であるという認識は地域社会における情報の共有を妨げ、予防への取り組みを阻害し、社会サービスの利用率を低下させている。2009年には国会議員により"HIV問題の解決には、HIV検査を義務化し、感染者の臀部には焼印を入れれば良い"との主張が行われ、国内外に物議を醸した。
2009年6月4日、アメリカとエスワティニは"2009年から2013年におけるHIVおよびエイズに関するスワジランドパートナーシップ枠組み"の署名を行った。これに基づき、アメリカ大統領エイズ救済緊急計画（en:President's Emergency Plan for AIDS Relief：PEPFAR）は、エスワティニにおける"HIV/AIDSへの国家戦略的枠組み"の多面的な取り組みの実施に関して協力を行う見通しである。
なお、エスワティニにおけるHIV/AIDS対策費用のうち、予防に費やす予算は全体のわずか17%に過ぎないことが知られており、予防対策への政策のシフトが不十分であるとの指摘がUNAIDSによりなされている。

## エイズと結核の同時感染
エスワティニでは結核の蔓延も社会的に大きな問題となっており、同国内における結核感染者の死亡率は18%である。結核患者の多くは多剤耐性型の結核菌に感染していることが知られているほか、83%はHIVにも感染していることが明らかとなっている。なお、結核の新規発症者数は年間でおよそ1万4000人である。AIDS発症による免疫機能の不全化により結核の蔓延が一層悪化していることから、早急な対策が望まれている。